# Ballamahadevi
 (juillet 2024).
Ballamahadevi (décédée en 1285) est la reine de la dynastie Alupa de 1275-1292.

## Biographie
Elle est née dans la famille de Manabharanesvara. Elle est mariée au roi Vlrapandyadeva. Mais au cours de l'année de1275, elle devient veuve. Elle accède au trône avec son fils mineur, le roi Nagadevarasa. Elle n'est pas simplement régente pendant la minorité de son fils ; les inscriptions indiquent clairement qu'elle a succédé à son époux en tant que monarque à part entière et qu'elle est la co-monarque de son fils.
Elle a utilisée le titre masculin de Maharajadhiraja et tous les titres souverains utilisés par les Alupas masculins. Une inscription de 1277 nous relate les cadeaux de la reine à la déesse Niruvara- Bhagavati . Elle a régné depuis son palais principal de Barahakanyapura avec tous ses ministres ( samasta-pradhanaru ), les desi-purushas, les bahattara-niyogis et les prêtres.